# Baureihe (Eisenbahn)

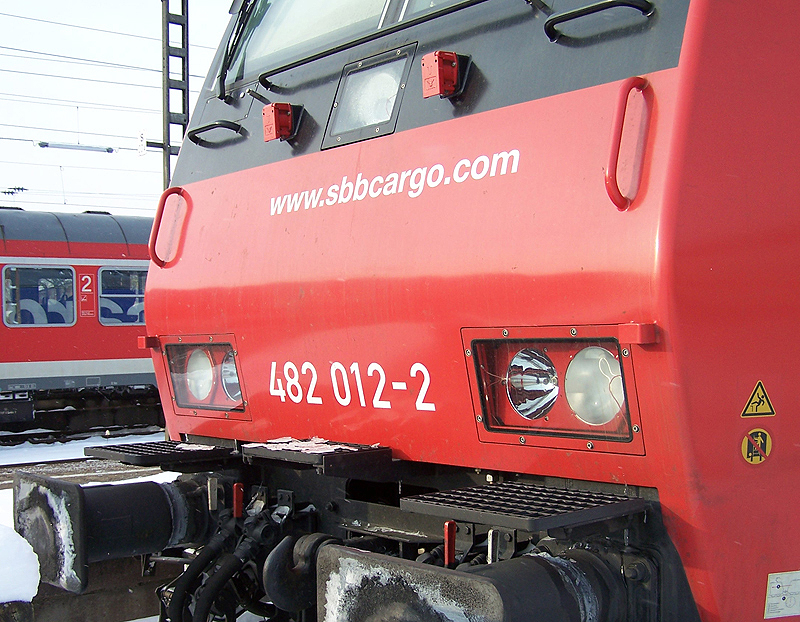
Lokanschrift einer 482 der SBB mit Baureihenbezeichnung, Loknummer und Prüfziffer

Als Baureihe werden bei Eisenbahnen jeweils Gruppen von Schienenfahrzeugen bezeichnet, die in gleichartiger Weise und technisch unterscheidbar von anderen Baureihen gefertigt wurden. Ein ähnlich und fallweise auch synonym verwendeter Begriff ist mit Gattung gegeben. Vor allem in englischsprachigen Ländern wird der Begriff class (Klasse) verwendet.
Die Bezeichnung von Schienenfahrzeugen in Europa geschieht durch ihre Betreiber überwiegend durch Angabe einer Baureihe und einer Ordnungsnummer.

## Deutschland
In Deutschland bestehen neu geschaffene Baureihen seit der Einführung des Baureihenschemas der Deutschen Reichsbahn jeweils aus nahezu identisch gebauten und austauschbar einsetzbaren Fahrzeugen; im Fall der Dampftraktions-Triebfahrzeuge waren dies die Einheitsdampflokomotiven. Die bereits vorhandenen Lokomotiven der ehemaligen Länderbahnen wurden in diesem Schema nach gemeinsamen Achsfolge-Merkmalen und Verwendungszweck in eigenen Baureihen zusammengefasst. Dabei wurden fallweise konstruktiv stark unterschiedliche Lokomotivtypen verschiedener Länderbahnen in gemeinsame Baureihen eingeordnet. Innerhalb dieser Baureihen wurden an den ersten Ziffern der Ordnungsnummer erkennbare Unterbaureihen geschaffen, die jeweils nur mit Fahrzeugen eines Länderbahntyps besetzt wurden.

## Nordamerika
In Nordamerika besaßen die meisten Bahngesellschaften bis in die 1960er Jahre jeweils ein eigenes Bezeichnungssystem. Dieses System wurde anfänglich auch auf die Diesellokomotiven übertragen. Mit der weitgehenden Marktdominanz durch EMD und General Electric wurden diese Systeme entbehrlich und man übernahm die Bezeichnungen der Lokomotivhersteller. 
Die Bahngesellschaften nummerieren heute ihren Fahrzeugbestand durch, wobei versucht wird, Lokomotiven gleicher Bauart mit fortlaufenden Nummern zu versehen. Dazu kommen dann noch die von der AAR vergebenen „Reporting Marks“. Aufgrund der technischen Begrenzung der eingesetzten EDV-Systeme können nur Nummern im Bereich 0000 bis 9999 vergeben werden. Da die großen Eisenbahngesellschaften mehr Lokomotiven in ihrem Bestand haben, als dieses System zulässt, müssen mehrere Reporting Marks verwendet werden.